# Первомайская (Тюменская область)
Первомайская — упразднённая деревня в Армизонском районе Тюменской области России. Входила в состав Ивановского сельского поселения. В 2004 году исключена из учётных данных, в связи с прекращением существования.

## География
Деревня находится в южной части Тюменской области, в лесостепной зоне, в пределах Ишимской равнины, у юго-западного берега озера Большое Егишино, на расстоянии примерно 18 километров (по прямой) к северо-востоку от села Иваново.
Климат резко континентальный с теплым летом и суровой холодной зимой. Годовое количество осадков — 310 мм. Средняя температура января составляет −18,2 °C, июля — +18,1 °C.

## Население
| 1989 | 2002 |
| ---- | ---- |
| 0    | →0   |